# Tybrind
Tybrind er en lille hovedgård lidt øst for vestfynske Tybrind Vig. Den nævnes første gang i 1580, og er nu avlsgård under Wedellsborg Gods. Hovedbygningen fra 1884 er nedrevet.
Gården ligger i Ørslev Sogn, Vends Herred, Ejby Kommune.
Tybrind er på 337 hektar

## Ejere af Tybrind
- (1580-1589) Kronen
- (1589-1592) Corfitz Tønnesen Viffert
- (1592-1595) Anne Knudsdatter Gyldenstierne gift Viffert
- (1595-1601) Christence Corfitzsdatter Viffert gift (1) Rosenkrantz (2) Rantzau
- (1601-1618) Breide Rantzau
- (1618) Lisbeth Sophie Breidesdatter Rantzau gift Lindenov
- (1618-1642) Hans Johansen Lindenov
- (1642) Lisbeth Sophie Breidesdatter Rantzau gift Lindenov
- (1642-1653) Hans Hansen Lindenov
- (1653-1658) Kirsten Ludvigsdatter Munk
- (1658-1666) Hannibal Sehested
- (1666) Christiane Sophie Hannibalsdatter Sehested gift von Wedell
- (1666-1706) Wilhelm Friedrich lensgreve Wedell
- (1706-1708) Hannibal lensgreve Wedell
- (1708-1725) Anne Catharine Christiansdatter Banner gift Wedell
- (1725-1757) Christian Gustav lensgreve Wedell
- (1757-1766) Hannibal lensgreve Wedell
- (1766-1817) Ludvig Frederik lensgreve Wedell
- (1817-1828) Hannibal Wilhelm lensgreve Wedell
- (1828-1882) Carl Wilhelm Adam Sigismund lensgreve Wedell
- (1882-1883) Julius Wilhelm Georg Ferdinand lensgreve Wedell
- (1883-1920) Wilhelm Carl Joachim Ove Casper Bendt lensgreve Wedell
- (1920-1959) Julius Carl Hannibal lensgreve Wedell
- (1959-1982) Charles Bendt Mogens Tido lensgreve Wedell
- (1982-) Bendt Hannibal Tido lensgreve Wedell

55°24′00″N 9°51′54″Ø / 55.4001°N 9.8650°Ø
|  | Denne artikel om en bygning eller et bygningsværk kan blive bedre, hvis der indsættes et (bedre) billede. Du kan hjælpe ved at afsøge Wikimedia Commons for et passende billede eller lægge et op på Wikimedia Commons med en af de tilladte licenser og indsætte det i artiklen. |